# 絹眼蝶
絹眼蝶（學名：Davidina armandi），是屬於蛺蝶科眼蝶亞科的一種蝴蝶，是絹眼蝶屬的一種。分佈於中國。生活於海拔900至1200米的山地和林區。

## 分佈
分佈於中國遼寧、山西、河南、北京、甘肅、陝西、湖北、西藏。

## 外型
身體黑色。翅膀呈灰白色，脈紋黑色。前翅外緣各室有黑色短線。前後翅的中室都有Y形黑紋，無眼斑。

## 腳註
1. 1 2  許家珠、魏煥志、賴平芳. . 中國: 陝西科學技術出版社. 2010年6月. ISBN 9787536947801 （中文（简体））.

## 外部連結
- 维基共享资源上的相關多媒體資源：絹眼蝶
- Davidina armandi - Catalogue of Life
- Davidina armandi （页面存档备份，存于） - funet.fi
- Davidina armandi （页面存档备份，存于） - Siberian Zoological Museum